# Lufthansa CityLine

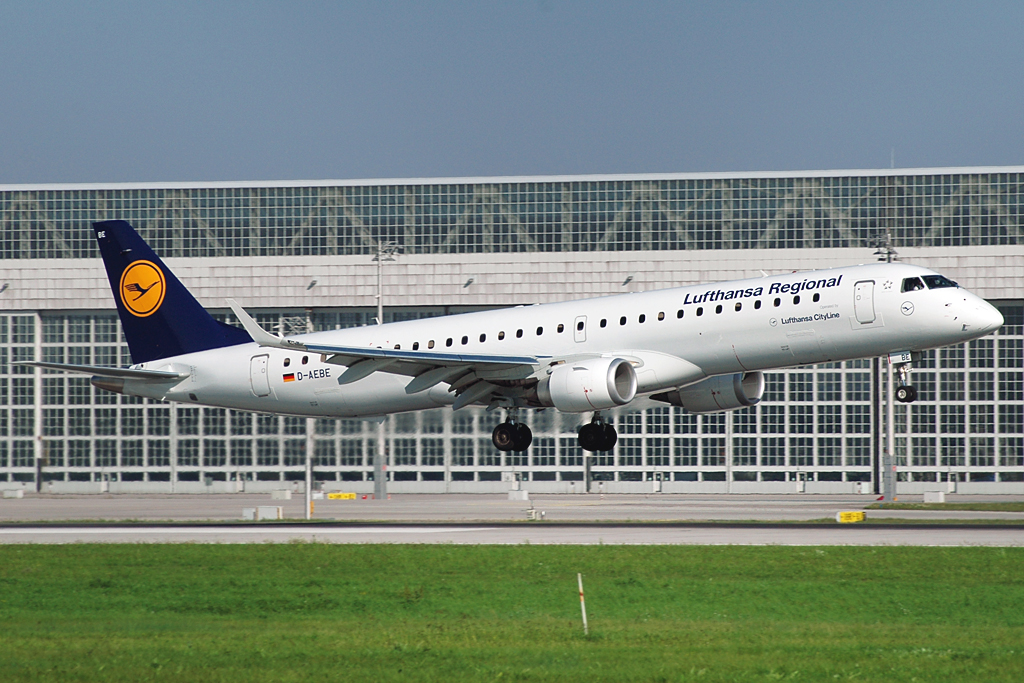
Embraer 195

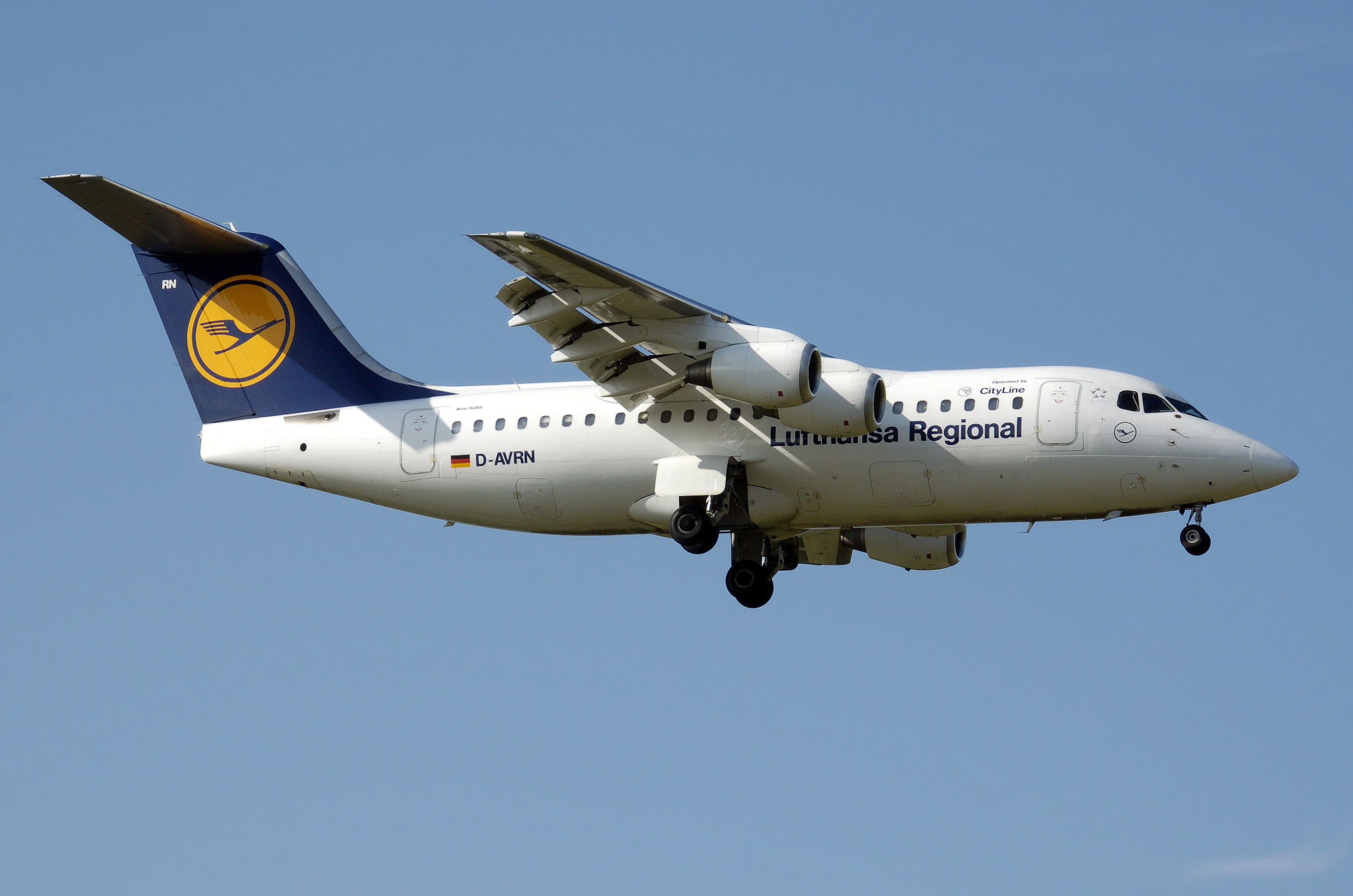
Захід на посадку Avro RJ85 авіакомпанії Lufthansa CityLine в Міжнародному аеропорту Бірмінгем

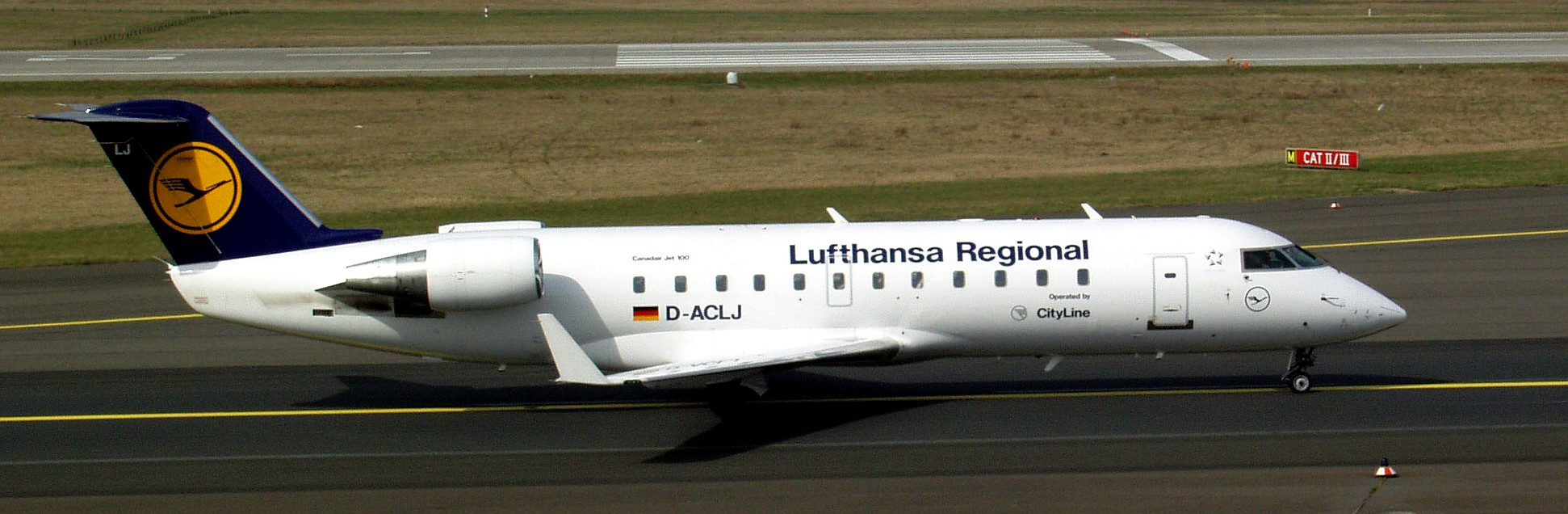
CRJ-200

Lufthansa CityLine GmbH, діюча як Lufthansa CityLine — найбільша регіональна авіакомпанія Європи зі штаб-квартирою у місті Кельн (Німеччина), повністю належить флагманської авіакомпанії країни Lufthansa і є членом її регіональної маршрутної мережі Lufthansa Regional.
Аеропортом базування авіакомпанії є Аеропорт Кельн/Бонн, головними транзитними вузлами (хабами) — Аеропорт Гамбург, Міжнародний аеропорт Дюссельдорф, Аеропорт Франкфурта-на-Майні і Аеропорт Мюнхен.

## Історія
Авіакомпанія Ostfriesische Lufttaxi (OLT) була заснована у 1958 році як перевізника на місцевих авіалініях Німеччини. У 1970 році компанія перенесла штаб-квартиру в місто Емден і змінила свою назву на Ostfriesische Lufttransport (OLT) (яка в даний час працює в якості незалежного авіаперевізника).
1 жовтня 1974 року авіакомпанія черговий раз змінила власну торгову марку на DLT Luftverkehrsgesellschaft mbH , а через чотири року почала виконання регулярних міжнародних рейсів на близькомагістральних маршрутах під код-шерінгові договором з авіакомпанією Lufthansa. Партнерські відносини між перевізниками розвивалися з року в рік і до 1988 році регіональна компанія виконувала всі регулярні рейси під торговою маркою Lufthansa.
У березні 1992 року DLT була викуплена холдингом Lufthansa GmbH і остаточно змінила свою назву на Lufthansa CityLine.
Станом на липень 2007 року в штаті авіакомпанії працювало 2520 співробітників.

## Пункти призначення
У лютому 2010 року авіакомпанія Lufthansa CityLine виконувала регулярні рейси за наступними пунктами призначення:

### Внутрішні авіалінії
- Німеччина
  - Берлін — Міжнародний аеропорт «Тегель» імені Отто Лілієнталя
  - Бремен — Аеропорт Бремен
  - Кельн — Аеропорт Кельн/Бонн
  - Дрезден — Аеропорт Дрезден
  - Дюссельдорф — Міжнародний аеропорт Дюссельдорф
  - Франкфурт-на-Майні — Аеропорт Франкфурта-на-Майні
  - Фридрихсхафен — Аеропорт Фридрихсхафен
  - Гамбург — Аеропорт Гамбург
  - Ганновер — Аеропорт Ганновер-Лангенхаген
  - Лейпциг — Аеропорт Лейпциг
  - Мюнхен — Аеропорт Мюнхен імені Франца Йозефа Штраусса
  - Мюнстер — Міжнародний аеропорт Мюнстер-Оснабрюк
  - Нюрнберг — Аеропорт Нюрнберг
  - Падерборн — Аеропорт Падерборн/Ліппштадт
  - Росток — Аеропорт Росток/Лааге
  - Штутгарт — Аеропорт Штутгарт
  - Вестерланд — Аеропорт Зюльт

### Міжнародні маршрути
- Албанія
  - Тирана — Міжнародний аеропорт Тирана імені матері Терези
- Австрія
  - Лінц — Аэропорт Лінц-Хьоршінг
  - Відень — Міжнародний аеропорт Відень «Швехат»
- Білорусь
  - Мінськ — Аеропорт Мінськ-2
- Бельгія
  - Брюссель — Аеропорт Брюссель
- Боснія і Герцеговина
  - Сараєво — Міжнародний аеропорт Сараєво
- Болгарія
  - Софія — Аеропорт Софія
- Хорватія
  - Дубровник — Аеропорт Дубровник
  - Спліт — Аеропорт Спліт
  - Загреб — Міжнародний аеропорт Загреб
- Чехія
  - Прага — Аеропорт Рузіне
- Данія
  - Копенгаген — Аеропорт Каструп
- Фінляндія
  - Гельсінки — Аеропорт Гельсінки-Вантаа
- Франція
  - Бордо- Аеропорт Бордо-Меріньяк
  - Бастія — Аеропорт Бастія-Поретта
  - Ліон — Міжнародний аеропорт Ліон-Сент-Екзюпері
  - Марсель — Аеропорт Марсель/Прованс
  - Мюлуз — Європейський аеропорт Базель/Мюлуз/Фрейбург
  - Ніцца — Аеропорт Лазурний берег
  - Париж — Міжнародний аеропорт імені Шарля де Голля
  - Тулуза — Аеропорт Тулуза/Бланьяк
- Угорщина
  - Будапешт — Міжнародний аеропорт Будапешт Феріхедь
- Італія
  - Барі — Міжнародний аеропорт Барі імені Кароля Войтили
  - Кальярі — Аеропорт Кальярі-Ельмас
  - Флоренція — Аеропорт Флоренція імені Амеріго Веспуччі
  - Мілан — Міланський аеропорт Мальпенса
  - Неаполь — Міжнародний аеропорт Неаполя
  - Ольбія — Аеропорт Ольбія Коста-Смеральда (сезонний)
  - Рим — Міжнародний аеропорт імені Леонардо да Вінчі
  - Верона — Міжнародний аеропорт імені Валеріо Катулло Віллафранка
- Литва
  - Вільнюс — Міжнародний аеропорт Вільнюс
- Молдова
  - Кишинів — Міжнародний аеропорт Кишинева
- Нідерланди
  - Амстердам — Амстердамський аеропорт Схіпхол
- Норвегія
  - Берген — Аеропорт Берген
  - Осло — Аеропорт Ослон Гардермуен
  - Ставангер — Аеропорт Ставангер
- Польща
  - Гданськ — Гданський аеропорт імені Леха Валенси
  - Катовиці — Катовіцький міжнародний аеропорт в Пижовиці
  - Краків — Міжнародний аеропорт імені Івана Павла II
  - Познань — Аеропорт Познань
  - Ряшів — Аеропорт Ряшів
  - Варшава — Варшавський аеропорт імені Фредерика Шопена
  - Вроцлав — Аеропорт Вроцлав імені Коперника
- Румунія
  - Сібіу — Міжнародний аеропорт Сібіу
  - Тімішоара — Міжнародний аеропорт імені Траяна Вуї
- Росія
  - Ростов-на-Дону — Аеропорт Ростов-на-Дону
- Сербія
  - Белград — Аеропорт імені Ніколи Тесла
- Іспанія
  - Барселона — Міжнародний аеропорт Барселона
  - Більбао — Аеропорт Більбао
  - Мадрид — Аеропорт Мадрид «Барахас»
  - Валенсія — Аеропорт Валенсія
- Швеція
  - Гетеборг — Аеропорт Гетеборг-Ландветтер
  - Стокгольм — Аеропорт Стокгольм-Арланда
- Швейцарія
  - Базель — Європейський аеропорт Базель/Мюлуз/Фрейбург
  - Женева — Міжнародний аеропорт Женева Куантран
  - Цюрих — Аеропорт Цюрих
- Україна
  - Київ — Міжнародний аеропорт Бориспіль
  - Одеса — Міжнародний аэропорт Одеса з 5 травня 2012[5]
- Велика Британія
  - Бірмінгем — Міжнародний аеропорт Бірмінгем
  - Інвернесс — Аеропорт Інвернесс
  - Лондон
    - Аеропорт Лондон-Сіті
    - Гітроу

  - Манчестер — Аеропорт Манчестер
  - Ньюкасл-апон-Тайн — Аеропорт Ньюкасл
  - Ньюквай — Аеропорт Ньюквай-Корнуолл

## Флот
Флот на листопад 2018: